# Sanctuaire de Mỹ Sơn
Pour les articles homonymes, voir My Son.
Le sanctuaire de Mỹ Sơn (prononciation en vietnamien :  /mǐˀ səːn/) est un ensemble de temples chams dont les racines spirituelles le rattachent à l'hindouisme. Le sanctuaire est constitué à la fois de temples dynastiques et de temples dédiés à Shiva. La fondation du site dédié à Shiva apparaît sur une inscription datée de la fin du IVe siècle, au cours du règne de Bhadravaman (380-413 environ). La construction des bâtiments actuels du groupe E, considérés comme les plus anciens, se situe entre les VIIe / VIIIe siècles et les XIIe / XIIIe siècles. Ce site fut pendant une longue période, la capitale religieuse et politique du Royaume de Champâ.
Mỹ Sơn est un des premiers sites cham qui a été fondé au Vietnam, au IVe siècle. Ce site a traversé à la fois le temps et une histoire très mouvementée notamment avec l'invasion des Chinois entre le IVe et le Ve siècle qui l'ont dépouillé. Le sanctuaire de Mỹ Sơn a ensuite, été occupé par les Chams du IVe au XIIIe siècle. Les ruines actuellement visibles datent d'une période allant du VIIe au XIIIe siècle. Elles comprennent les restes d'environ soixante-dix temples et édifices annexes. Leur architecture en briques rouges est vraiment remarquable.
Les temples de Mỹ Sơn, de périodes et de styles différents, ont été la source de définition de deux styles dans l'Art du Champā, Mỹ Sơn E1 et Mỹ Sơn A1. Ces temples constituent un site exceptionnel, d'une grande valeur culturelle et artistique en Asie du Sud-Est.
Le site de Mỹ Sơn est inscrit au patrimoine mondial de l'UNESCO depuis 1999.

## Localisation du sanctuaire de Mỹ Sơn
Mỹ Sơn est situé en Région centre en Annam ou Trung Bô ; c'est la région centrale et la plus étroite du Viêt Nam, entre le Tonkin et la Cochinchine. À partir de 1898, l'Annam tout comme le Tonkin fut un protectorat français tout comme le Cambodge et le Laos alors que la Cochinchine était une colonie française. L'Annam est constitué de montagnes qui constituent la chaîne annamitique avec entre elles, d'étroites plaines côtières sur lesquelles est concentrée la population. L'Annam a eu une fonction de passage entre les deux autres régions Tonkin (Nord) et Cochinchine (Sud).
Mỹ Sơn est localisée sur la commune de Duy Phu du district de Duy Xuyen dans la province de Quảng Nam, à 20 km de la citadelle de Trà Kiêu à environ 35 km à l'ouest de Hội An et à 50 km au sud-ouest de Đà Nẵng (Tourane). C'est la raison pour laquelle on appelle ce site aussi le cirque de Mỹ Sơn.

## Histoire

### De l'origine au premier apogée du site

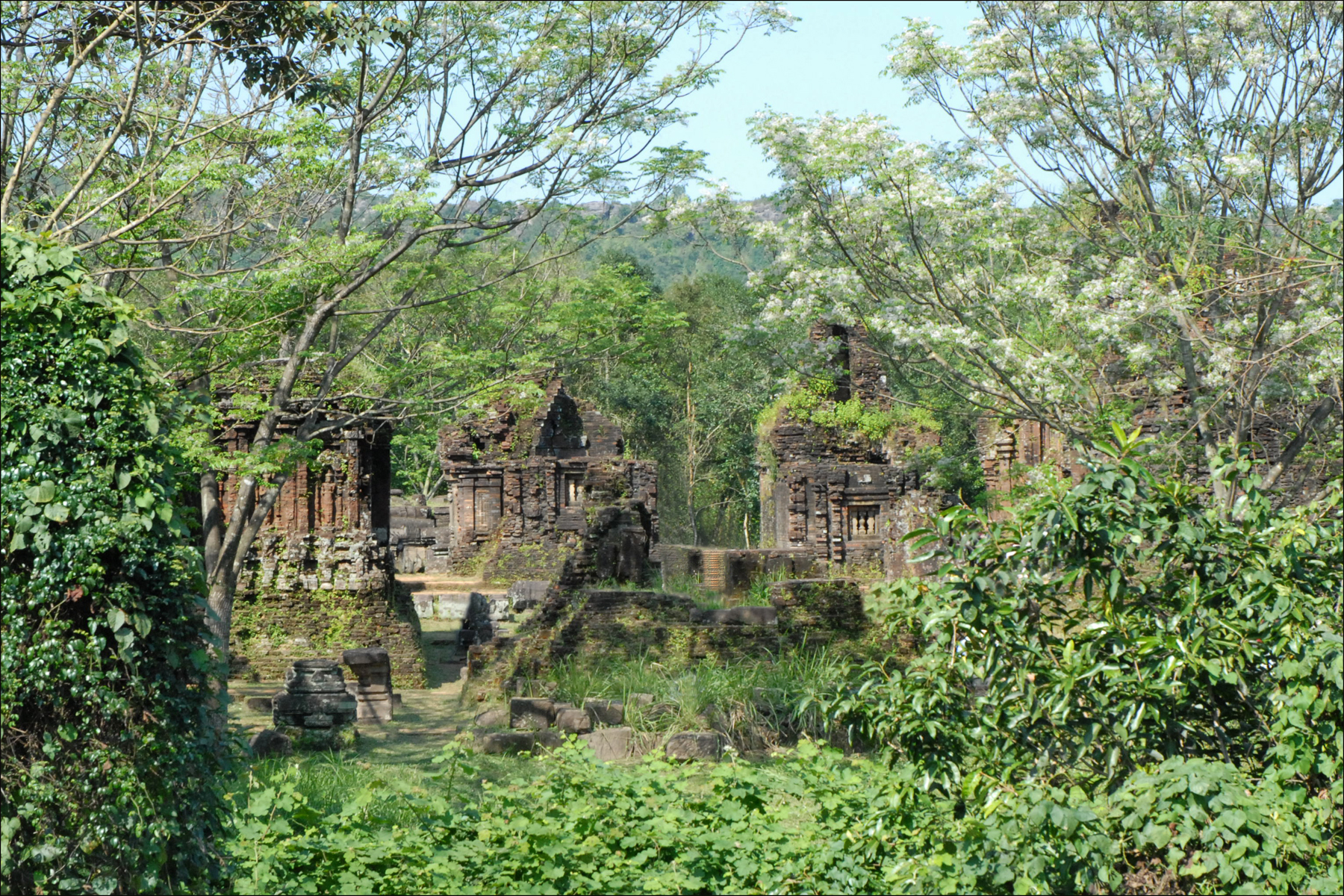
Temples cham de My Son.

Les tours-sanctuaires ont été bâties progressivement sur dix siècles. Elles ont constitué le cœur de la patrie ancestrale du clan régnant des Dua. Ce clan a unifié les autres clans chams et établi, en 192, le royaume de Champapura (« cité du peuple cham » en sanskrit).
Les inscriptions en sanskrit sur une stèle du site révèlent qu'au IVe siècle, le souverain Bhadravarman a édifié à Mỹ Sơn un temple en bois dédié au culte du lingam du dieu-roi Śiva Bhadresvara; un dieu dont le nom combine celui du roi et celui de Śiva. Ce temple a totalement disparu.
Le site est ravagé par un incendie au VIe siècle. Sambhuvarman reconstruit alors un temple en briques et en pierres au VIIe siècle et le consacre à Sambhubhadresvara. Mỹ Sơn (Belle Montage) a donc été érigé à ce moment de premier apogée de la civilisation cham. De récentes découvertes sur le terrain ont apporté la preuve que le site n'était pas uniquement dédié au culte mais constituait également une nécropole pour les rois cham qui y étaient ensevelis après avoir été incinérés.

### Emplacement et rayonnement

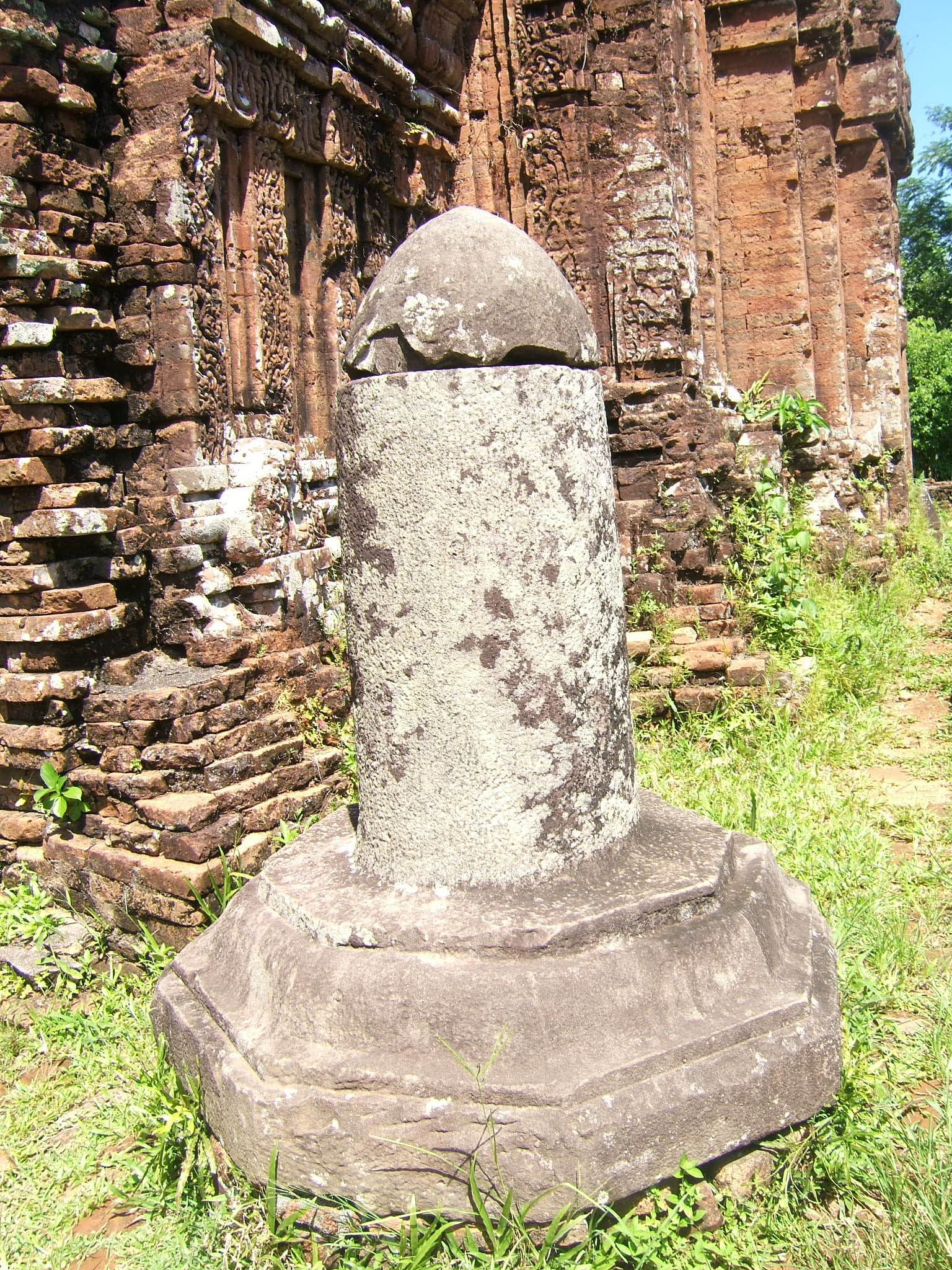
Lingam du Xe siècle près du temple « B4 ».

Les temples sont dans une vallée d’environ deux kilomètres de large entourée de deux chaînes de montagnes.
À partir de cette période, Mỹ Sơn occupe un rôle central dans la vie religieuse du Champâ : les rois successifs embellissent le site sur dix siècles en continu et viennent s'y recueillir lors de leur accession au trône. L'édification de nouveaux temples est particulièrement active aux VIIIe et IXe siècles.
Le souverain du Champâ Indravarman III vers 950 effectue les derniers travaux sur le site. Ce lieu perd ensuite son rôle central, à la suite de l'introduction du bouddhisme mahāyāna, religion d'État avec l'influence grandissante de l'empire Khmer.
Mỹ Sơn retrouve son statut de capitale religieuse au début du Xe siècle. À partir du XIIe siècle, l'influence du site décline au profit de Panduranga ville sur laquelle Phan Rang-–Tháp Chàm a été édifiée en 1917.

### De la découverte du site aux premières connaissances publiées

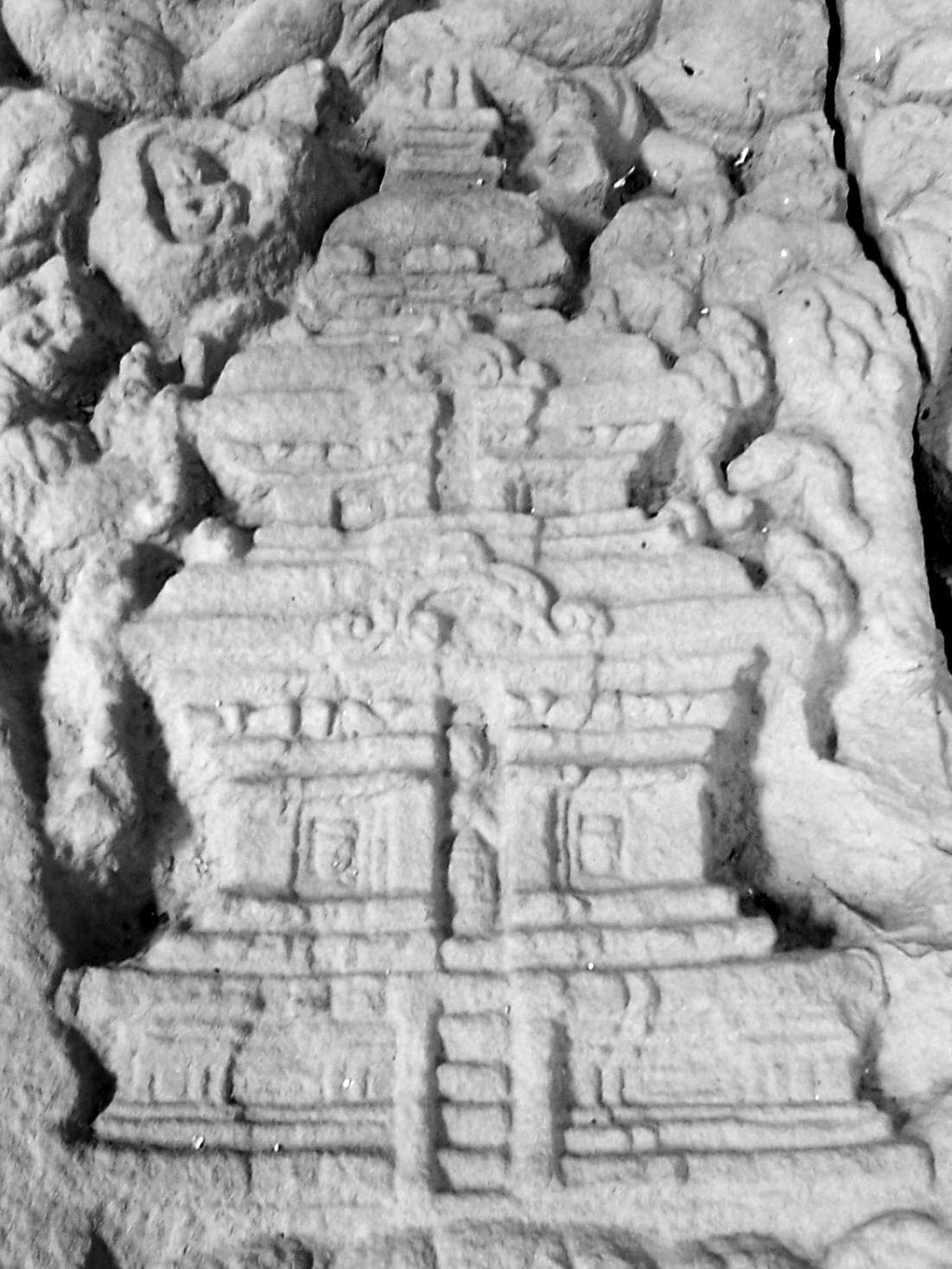
Un artiste Cham du Xe siècle a représenté une tour-temple cham dans ce fragment conservé au musée de My Son.

Les ruines furent découvertes en 1889 par Camille Paris (1856-1908), fonctionnaire de l'administration française qui participa à la campagne du Tonkin en 1884-85 et à la construction d'une ligne télégraphique en Annam de 1885 à 1889. Le fait qu'il s'adonnait activement et passionnément à l'archéologie a permis à Camille Paris de publier des cartes et récits d'exploration du Viêt-Nam et de mettre en lumière sa découverte de Mỹ Sơn.
Le site de Mỹ Sơn fut la première mission d'Henri Parmentier Chef de Service archéologique pour l'École Française d'Extrême Orient. Sur la base de l'inventaire de Etienne Lunet de Lajonquière et son ami Louis Finot Premier directeur de l'EFEO d'abord de 1898 à 1904, sur l'ensemble des monuments cham, Parmentier accompagné de Charles Carpeaux photographe, catégorisa les édifices, et procéda aux fouilles à Mỹ Sơn en 1903 et 1904. Leurs travaux, publiés dès 1909 avec plans, coupes et élévations, révélèrent des temples, et même une véritable ville de temples, pour la plupart encore debout. Des inscriptions gravées apportèrent des éléments essentiels à la connaissance des royaumes du Champā.

#### Méthode de désignation des monuments
Les études d'Henri Parmentier et de Charles Carpeaux, les ont amenés à une méthode pour désigner les monuments par des lettres correspondantes chacune à un groupe spécifique de bâtiments. Ces lettres sont suivies d’un numéro caractérisant chaque édifice au sein du même groupe.
Les monuments du groupe E, quasi disparus aujourd’hui, ont livré cependant quelques-unes des plus anciennes sculptures Cham.
Plus tard une classification des styles historiques dans l'analyse de l'art du Champā par des savants français tels que Philippe Stern (l'Art du Champa en Annam et ses Évolutions, 1942) et Jean Boisselier (Statuaire du Champā, 1963). Pour résumer leurs conclusions, l'historien d'art Jean-François Hubert a identifié au moins les styles suivants :
- Mỹ Sơn E1 (VIIe au VIIIe siècle)
- Dong Duong (IXe au Xe siècle)
- Mỹ Sơn A1 (Xe siècle)
- Khuong My (Première moitié du Xe siècle)
- Trà Kiệu (Seconde moitié du Xe siècle))
- Chanh Lo (Fin du Xe siècle au milieu du XIe siècle)
- Thap Mam (XIe au XIVe siècle)

### Mỹ Sơn auXXesiècle

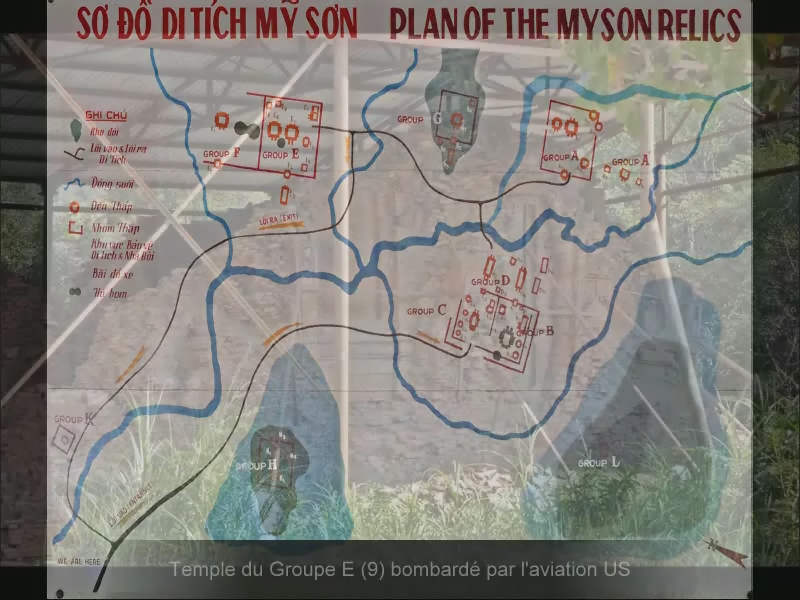
Plan des temples cham de My Son.

En 1899, Louis Finot et Étienne Lunet de Lajonquière (Officier, archéologue et ethnologue attaché à la mission d'archéologie d'Indochine en 1893) avaient effectué un inventaire des sites historiques repérés en Annam. Grâce à ce travail méticuleux et précieux, Henri Parmentier établit alors une liste de travaux à effectuer mais des mesures conservatoires s'imposaient pour les sites les plus sinistrés et menacés par la ruine, tels Po Nagar ou Mỹ Sơn.
Charles Carpeaux a réalisé de nombreuses photographies du site. et sur la base de ces photos, d'autres chercheurs tels Philippe Stern et Jean Boisselier et leur équipe ont encodé les monuments du Site pour en étudier, identifier et déterminer chacun des styles de Mỹ Sơn.
Durant la guerre du Viêt Nam, en 1969, les ruines de Mỹ Sơn furent en grande partie détruites par une attaque américaine hélico-portée avec un appareil qui se posta intentionnellement à l'aplomb du groupe A et se mit à tirer en vue de détruire les monuments. Cet acte souleva des tonnerres d'indignation. Le conservateur du musée Guimet de l'époque, Philippe Stern écrivit une lettre de protestation au président américain Richard Nixon pour lui demander instamment d'épargner ces sites qu'il considérait comme ayant une grande valeur pour le patrimoine de l'humanité.
Cependant, malgré toutes ces vicissitudes, le sanctuaire demeure une attraction culturelle majeure de la province de Quảng Nam. Mỹ Sơn est un site très visité qui attire les touristes du monde entier.

## Patrimoine de l'UNESCO en 1999

### Les critères attribués par l'UNESCO

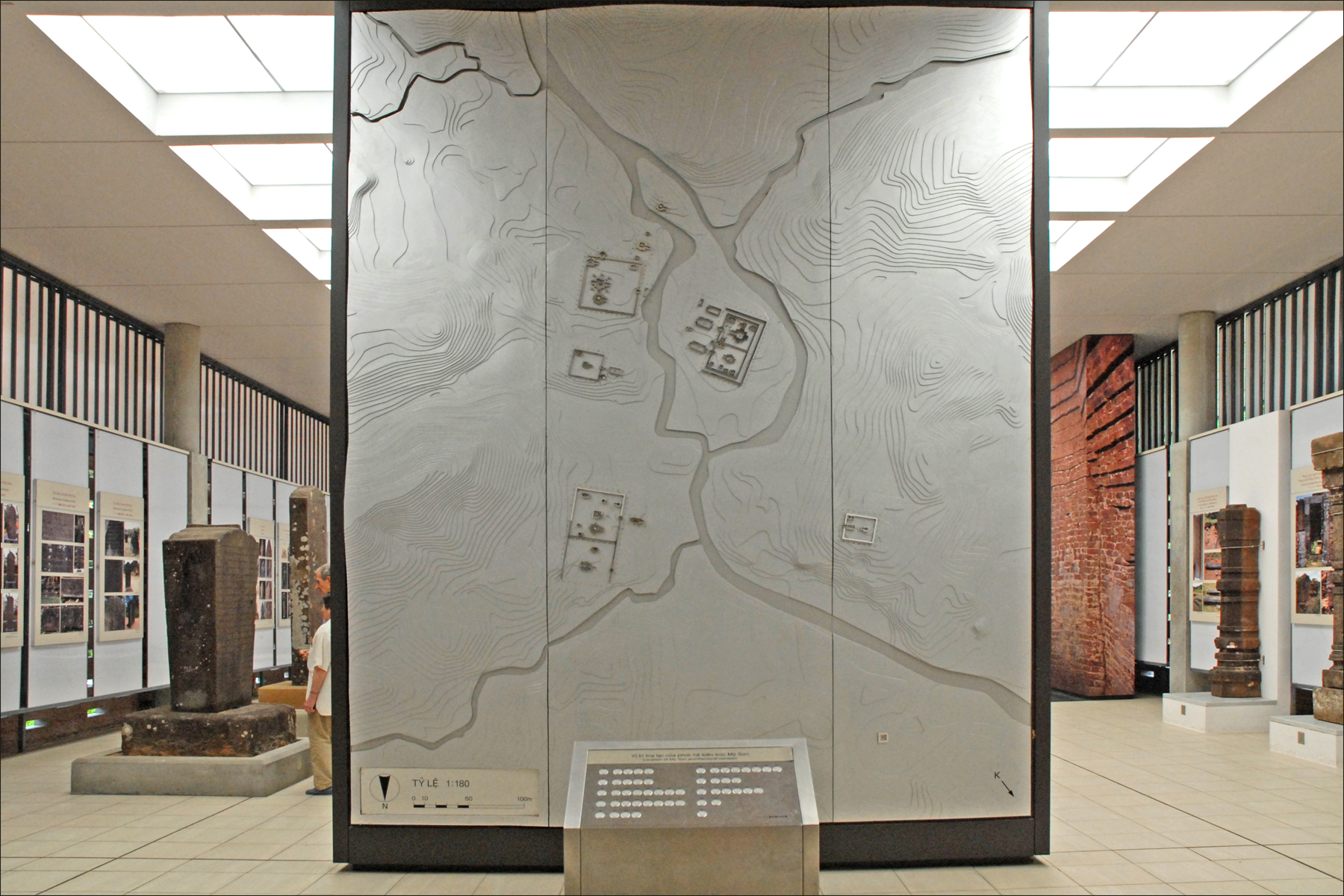
Centre d'interprétation de Mỹ Sơn.

L'UNESCO s'est basée sur les travaux de Henri Parmentier en compagnie de Carpeaux en 1901 puis 1904 et 1905 pour établir l'authenticité du site. Mỹ Sơn est doté de huit groupes de 71 monuments conservés, ainsi qu’une archéologie enfouie importante qui révèle toute la valeur du site pour l'histoire du Champā.
L'UNESCO a attribué les critères suivants :
- « Critère (II) : Le sanctuaire de Mỹ Sơn est un exemple exceptionnel d’échange culturel où une société autochtone s’adapte à des influences culturelles externes, notamment l’art et l’architecture hindous du sous-continent indien. »
- « Critère (III) : Le royaume cham a été un phénomène important de l’histoire politique et culturelle de l’Asie du Sud-Est, brillamment illustrée par les ruines de Mỹ Sơn. »

## L'Art Champā de Mỹ Sơn

### Mỹ Sơn E1
Les ruines de Mỹ Sơn ont des styles différents et représentent des périodes différentes dans l'histoire Cham. En effet, les chercheurs, tels Philippe Stern et son équipe, avaient encodés les ruines pour en relever la diversité des périodes et des styles. Ces styles ne sont cependant limités aux monuments de Mỹ Sơn.
Le premier style identifié est le « style Mỹ Sơn E1 ». Le style de Mỹ Sơn E1 et F1 date du VIIIe siècle après J.-C. Malheureusement, le temple connu comme étant "E1" est désormais en ruine. Ce style est représenté aujourd'hui par deux œuvres qui appartiennent au temple mais qui sont abritées maintenant au Musée de la sculpture cham à Da Nang : un piédestal et un tympan.
On y distingue des influences étrangères comme celle des Khmers de l'ère pré-Angkorien du Cambodge, et des éléments indonésiens et indiens, ainsi que l'art de Dvaravati.

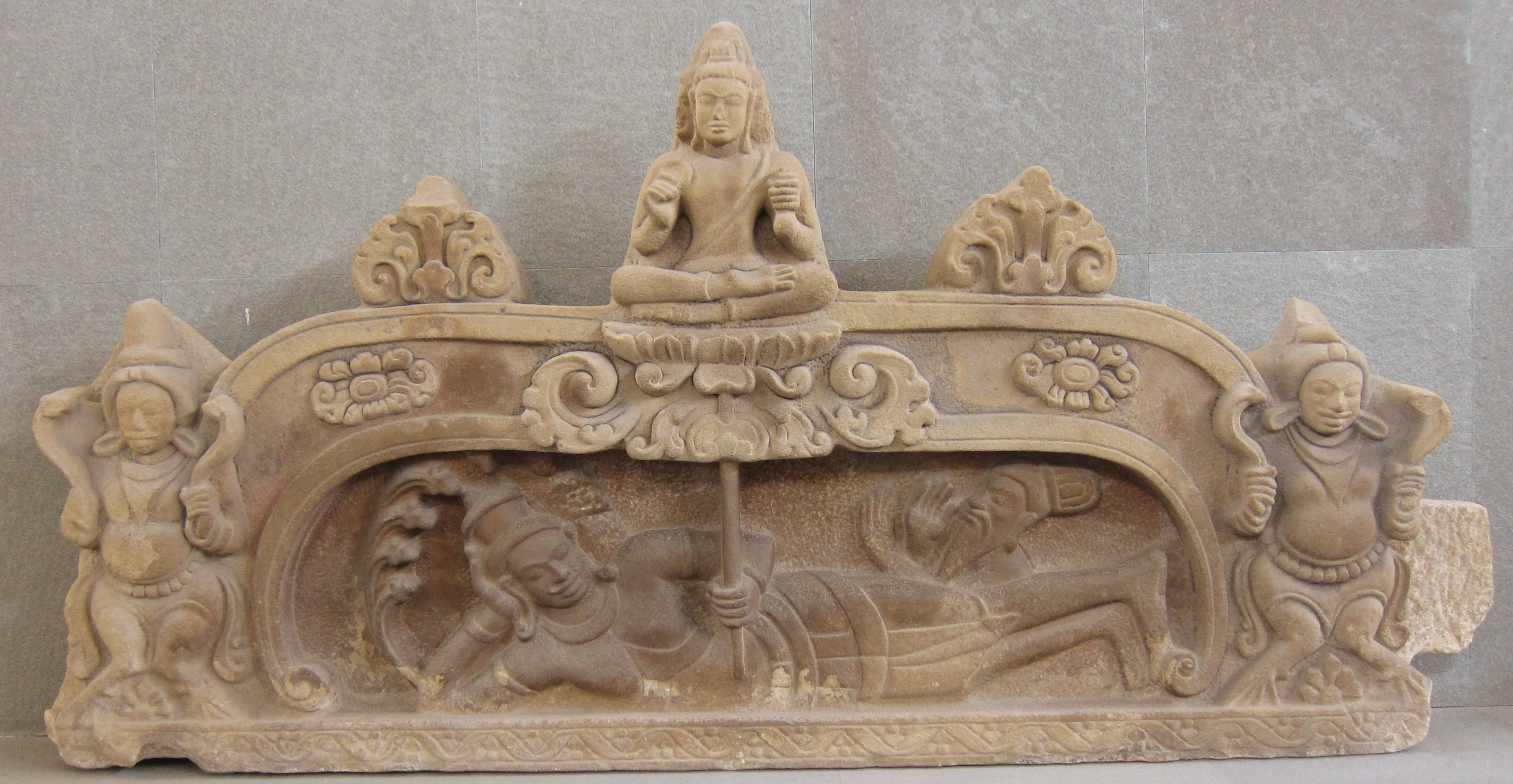
Un fronton inachevé montre la naissance de Brahma à partir d'un lotus poussant dans le nombril de Vishnu.
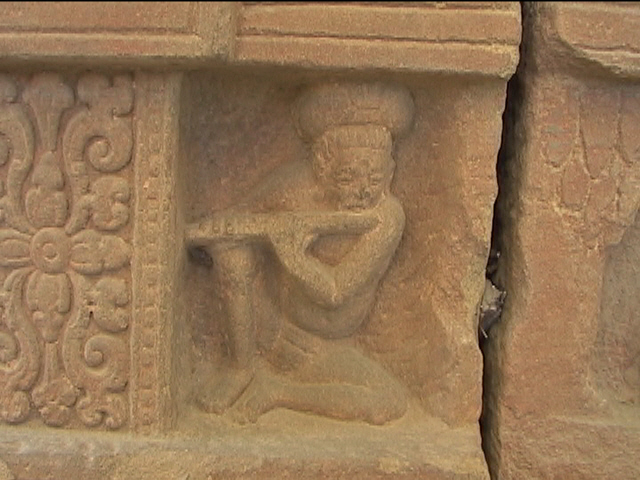
Un détail du piédestal de Mỹ Sơn E1 montre un flutiste jouant de son instrument.
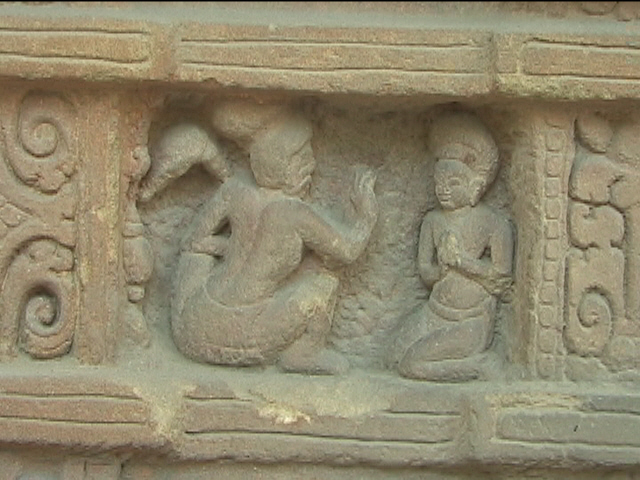
Un autre détail montre un ascète tenant un fouet et donnant des instructions à un disciple.
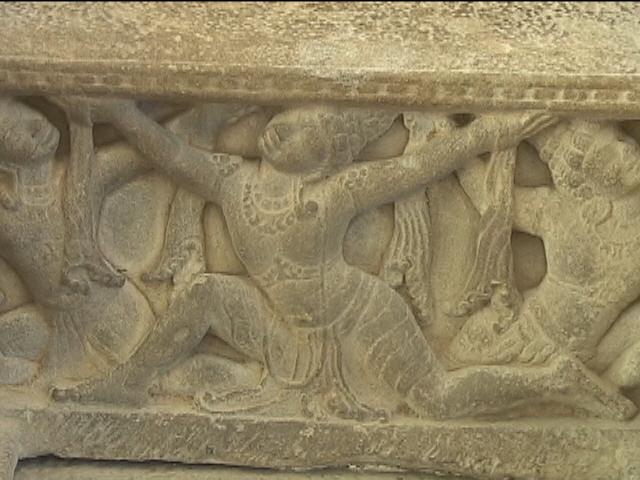
Danseur soulevant une marche menant au Piédestal de Mỹ Sơn E1.

### Mỹ Sơn A1
Le style Mỹ Sơn A1 est celui d'un temple du groupe A de Mỹ Sơn, malheureusement détruit aujourd'hui mais dont on conserve une documentation précise, relevée bien avant sa destruction.
Emmanuel Guillon le qualifie « d'expression la plus parfaite de l’ architecture Cham ». Plusieurs des monuments présents à Mỹ Sơn se rattachent au style Mỹ Sơn A1.
Il se développe aux Xe et au XIe siècle comme une renaissance hindoue après la période du style Đồng Dương (fin IXe début Xe siècle avec son style original. Le style Mỹ Sơn A1 c'est aussi le renouveau de l’influence de Java. Cette période correspond à un « âge d’or » pour l’Art Cham.
Les figures taillées dans le grès sont fines et gracieuses. Pour Emmanuel Guillon, « c’est un art de la danse et du mouvement, de la grâce, qui surprend. » En effet, danseurs, danseuses et leurs orchestres s'alignent tout au long des piédestaux de linga. Le style Mỹ Sơn A1 a aussi multiplié les animaux mythiques, les éléphants, lions et garudas.
Mais le style Mỹ Sơn A1 n'est pas exclusivement lié aux temples de Mỹ Sơn, c'est quasiment celui de Khuong My et il est encore présent à Trà Kiệu.

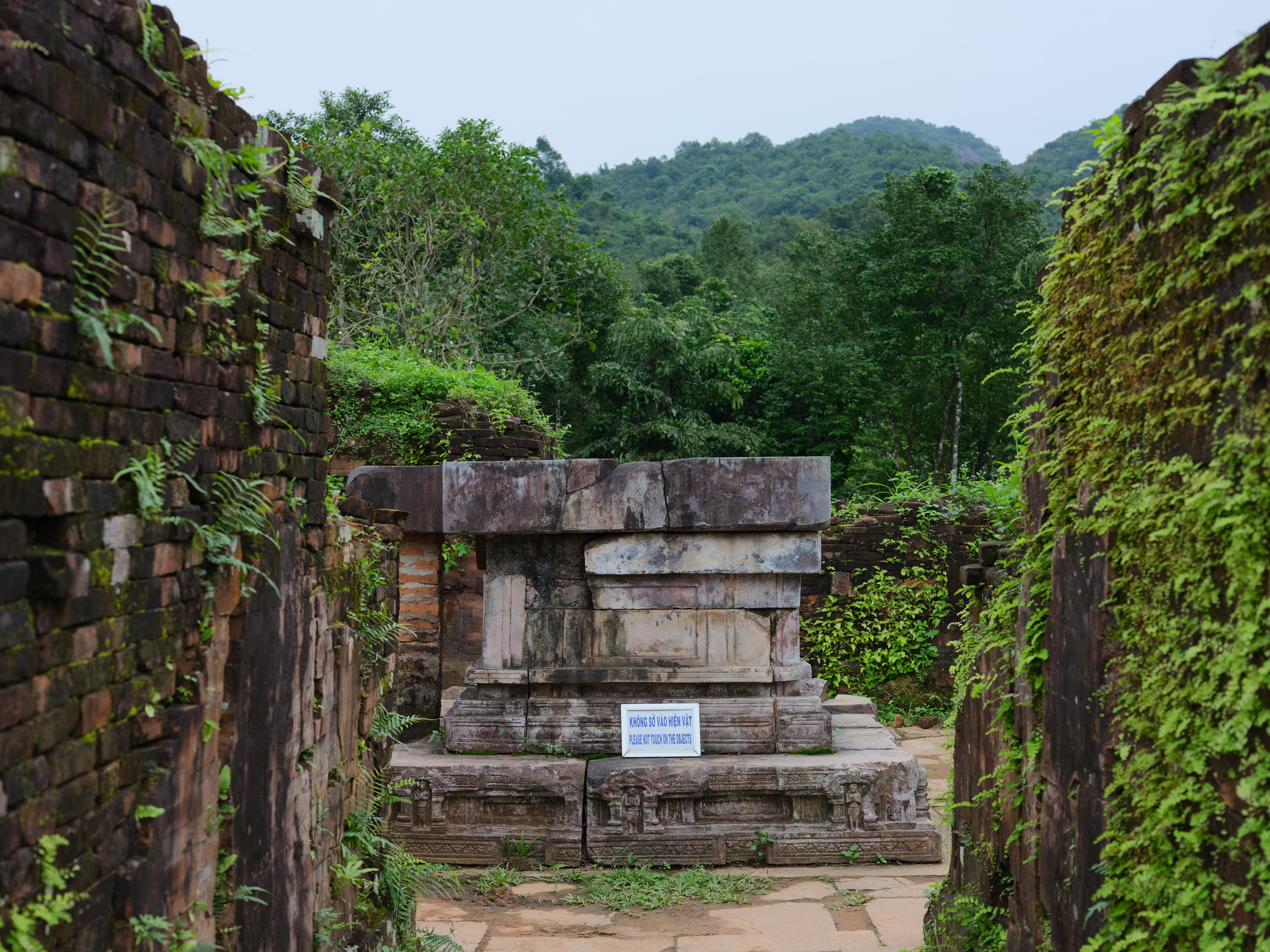
Ce piédestal et un mur sont tout ce qui reste du temple A1.
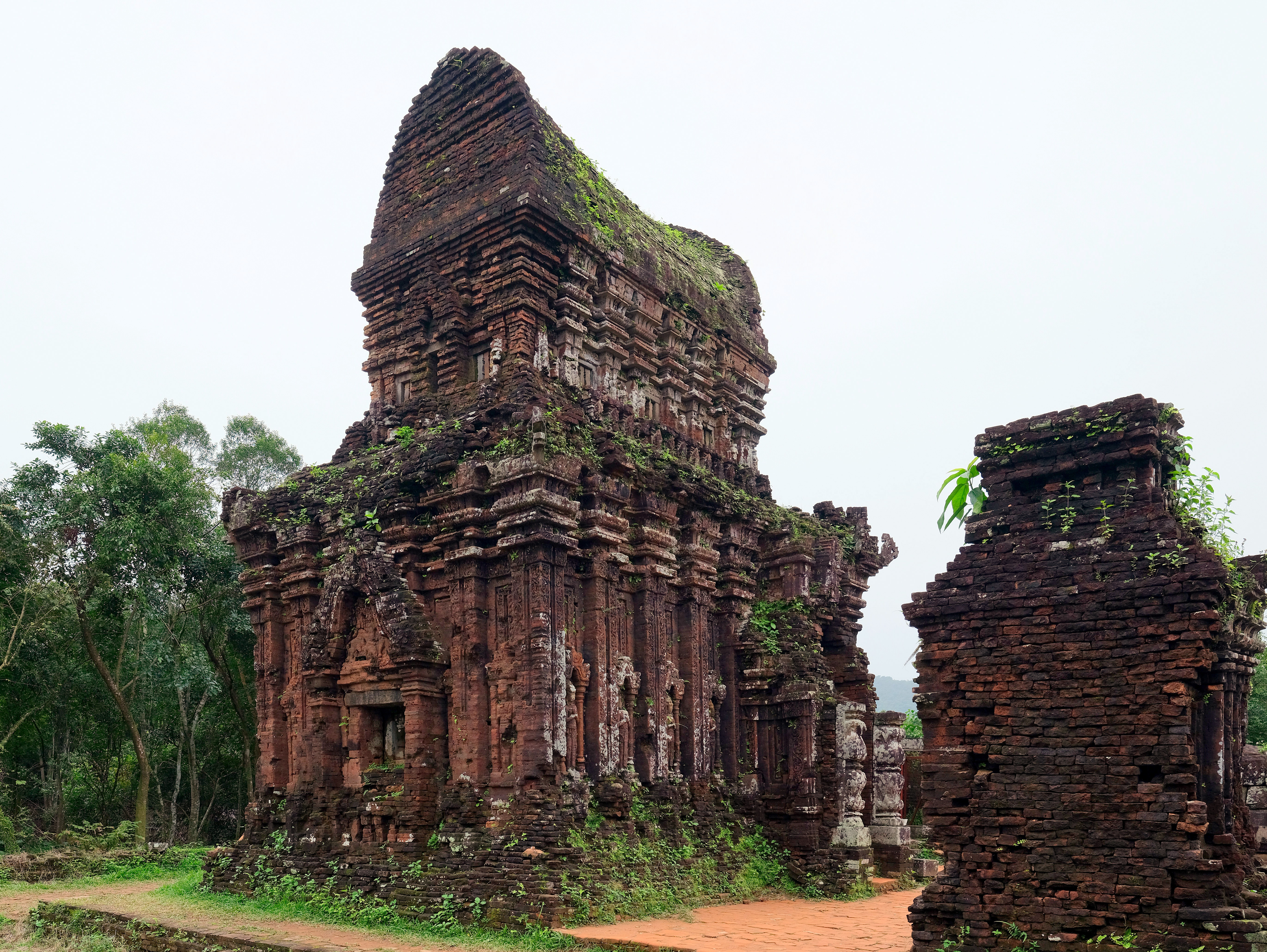
L'entrepôt B5 permet de conserver des éléments du style, significatifs et de grande qualité.